# ميدان ألكسندر

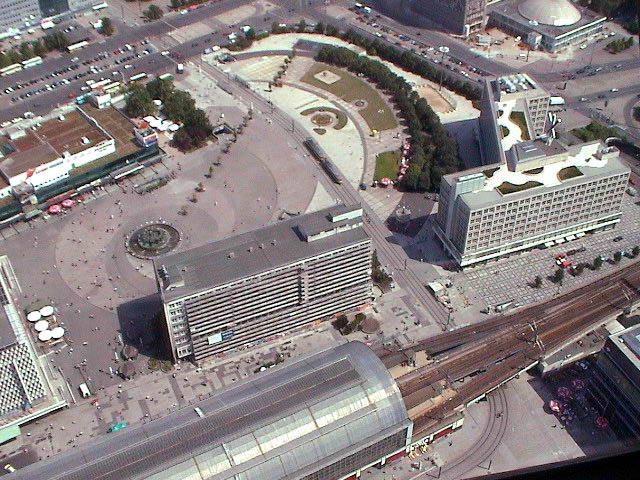
ميدان ألكسندر كما يبدو من برج التلفزيون (2002)

ميدان ألكسندر (بالألمانية:Alexanderplatz)
هو ميدان كبير في وسط العاصمة الألمانية برلين، وهو واحد من أهم المناطق التجارية، وفيه عدد من المطاعم والمباني الحديثة التي تعكس التطور الكبير الذي حدث منذ نهاية الحرب العالمية الثانية. سمي بميدان ألكس نسبة إلى القيصر الروسي ألكسندر الأول. وكان الذي أطلق اسمه على الميدان هو ملك برلين وذلك عندما زار القيصر الروسي المدينة عام 1805.